# Janina Luzenka
Janina Luzenka (* 2. April 2000) ist eine belarussische Leichtathletin, die sich auf den Sprint spezialisiert hat.

## Sportliche Laufbahn
Bisher konnte sich Janina Luzenka noch nicht für internationalen Meisterschaften qualifizieren, wurde aber 2022 belarussische Hallenmeisterin im 200-Meter-Lauf.

## Persönliche Bestleistungen
- 100 Meter: 12,05 s (−0,1 m/s), 25. Juni 2020 in Minsk
  - 60 Meter (Halle): 7,60 s, 20. Januar 2021 in Minsk
- 200 Meter: 24,19 s (−0,6 m/s), 2. August 2020 in Minsk
  - 200 Meter (Halle): 24,46 s, 13. Februar 2021 in Mahiljou